# مارك ديون (مغني)
مارك ديون (بالإنجليزية: Mark Doyon)‏ هو مغني أمريكي، ولد في 4 أكتوبر 1962.